# Groupe Horizons et apparentés
Groupe Horizons et apparentés er gruppe i den franske Nationalforsamling. Gruppen er dannet den 28. juni 2022, og den har 30 medlemmer.
De fleste af gruppens medlemmer kommer fra partiet Horizons, dog er der enkelte dissidenter fra La République en marche ! og Union des démocrates et indépendants.